# Добрил Добрев
Добрил Добрев е български архитект.

## Биография
Той е роден в Шумен, България на 4 април 1947 г. Завършва Висшия институт за строителство и архитектура, София, получавайки диплома през 1970 г. Работи в областта на обществените, жилищните сгради и градския екстериор.
Арх. Добрил Добрев изработва проект за сградата на общината в град Велики Преслав. Спечелил е конкурс, в който участват предимно архитекти от проектантски институт „Главпроект“. Проектът е одобрен от висшия архитектурен съвет, чиито членове са архитектите Александър Баров, Богдан Томалевски, проф. Иванчев и др.
- Община Велики Преслав 1980 г.
- Община Велики Преслав Чертеж Презентация 1980 г.